# До-дієз мінор
До-дієз мінор (англ. С-sharp minor, нім. cis-Moll) — мінорна тональність, тонікою якої є звук до-дієз. Гама до-дієз мінор містить звуки: 
до♯ - ре♯ - мі - фа♯ - соль♯ - ля - сі
 C♯ - D♯ - E - F♯ - G♯ - A - B.
Паралельна тональність — мі мажор, однойменний мажор — до-дієз мажор. До-дієз мінор має чотири дієзи біля ключа (фа-, до-, соль-, ре-).

## Найвідоміші твори, написані в цій тональності
- Й. С. Бах — прелюдія і фуга з 1-го та 2-го зошитів ДТК
- Л. ван Бетховен — Соната № 14 для фортепіано («Місячна»)
- Г. Малер — Симфонія № 5
- C. Рахманінов — Прелюдія op.3 № 2
- С. С. Прокоф'єв — Симфонія № 7